# Peter Wladimir von Glasenapp

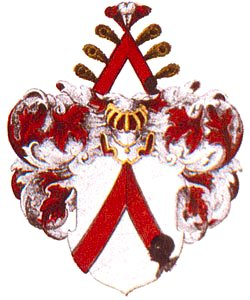
Wappen der Familie von Glasenapp

Peter Wladimir von Glasenapp (russisch Пётр Влади́мирович фон Глазена́п, transkribiert Pjotr Wladimirowitsch von Glazenap; * 2. März 1882 in Gschatsk im Gouvernement Smolensk, Russisches Kaiserreich; † 27. Mai 1951 in München) war ein russischer Offizier, Kommandeur der Kaiserlich-Russischen, der Freiwilligenarmee und der Nordwest-Armeen (Weiße Garde) und Generalleutnant.

## Leben
Glasenapp entstammt dem baltischen Zweig der uradligen Familie von Glasenapp. Er heiratete 1940 in Danzig die Gräfin Maria ("Mary") von der Borch, * 14. Januar 1895 in Trockoje bei Smolensk; † 18. März 1969 in München, Krankenschwester und Schriftstellerin (Soldatka. Die kriegerischen Abenteuer der Gräfin B). Er hatte zwei Kinder Tatjana und Wladimir. Tatjana (verheiratete Maeker) * 22. August 1925 in Danzig; † 14. August 1951 in Aachen in Folge eines "Reitunfalls der Elite", wie auf dem Grabstein vermerkt ist. Sie ist zusammen mit ihren Eltern in einem Familiengrab bestattet. Der Sohn Wladimir, * 30. Dezember 1913 in Sankt Petersburg; † 3. Mai 1965 in Valencia, Venezuela, war ein Halbbruder Tatjanas.

### Kaiserlich-Russische Armee
Im Alter von zehn Jahren wurde Peter Wladimir von Glasenapp im 1. Moskauer Kadettenkorps aufgenommen, und nach dessen Abschluss ging er auf die Nikolai-Kavallerie-Schule, und wurde 1903 zum Kornett befördert, und zu einem Dragonerregiment versetzt. In dieser Zeit entwickelte er sich zu einem sehr guten Reiter und wurde in der Folge zu einem der bekanntesten Rennreiter des zaristischen Russlands. 1909 wurde er zur Garde-Kavallerie versetzt und 1911 zur höheren Offiziers-Kavallerie-Schule nach Sankt Petersburg kommandiert. Seine Ausbildung erfolgte u. a. bei einem der legendären Reitmeister des zu Ende gehenden 19. Jahrhunderts, dem Engländer James Fillis. Nach zweijähriger Ausbildung wird er auf Grund seiner Leistung als Lehrer zum Stammpersonal der Schule übernommen. Im August 1914 zieht von Glasenapp als Rittmeister und Führer einer Schwadron mit dem Regiment der Kavallerie-Schule in den Ersten Weltkrieg. 1915 bekommt er das Kommando über eine selbstständige Truppeneinheit. Im April 1916 wird er zum Oberst befördert und zum Kommandeur einer gemischten Brigade ernannt. In dieser Funktion erlebte er die russische Revolution, den Waffenstillstand und den Frieden von Brest-Litowsk.

### Teilnahme an der Weißen Bewegung
Ende 1917 ging er mit der Mehrheit seiner Offiziere und Soldaten nach Nowotscherkassk in Südrussland, um sich den Generälen Alexejew und Kornilow bei der Aufstellung der Freiwilligenarmee (Weißen Armee) zu unterstellen. Zunächst Kommandeur eines überwiegend aus Offizieren bestehenden Kavallerieregiments und später als höherer Kavallerieführer zeichnete sich Glasenapp besonders bei der Ersten Kuban Offensive („Eismarsch“) gegen Jekaterinodar aus. Es gelingt ihm, selbst mehrmals verwundet, den Einschließungsring der sowjetischen Kräfte zu sprengen und entscheidend zum Fortbestehen der Weißen Armee beizutragen. Unter General Denikin führt Glasenapp, der inzwischen zum Generalmajor (20. Oktober 1918) befördert wurde, verschiedene Kosakeneinheiten. Er wird Kommandeur einer Kavalleriedivision und schließlich Befehlshaber eines Frontabschnittes und unter Beibehaltung dieser militärischen Stellung ist er von Juli 1918 – Juni 1919 Generalgouverneur von Stawropol. Am 18. Oktober 1919 wird von Glasenapp zum Oberbefehlshaber und Generalgouverneur im Kriegsgebiet der Nordwest-Armee ernannt, vom 7. – 28. November 1919 ist er Generalgouverneur der Region Nord-West (Pskow). Am 24. November 1919 wird er zum Generalleutnant ernannt. General Denikin entsendet Glasenapp zur Verstärkung der weißen Nordwest-Armee, deren Angriff unter General Judenitsch vor Sankt Petersburg zum Stehen kam. Beim Eintreffen ist der Zusammenbruch der Armee aber nicht mehr aufzuhalten.

### Flucht und Emigration
Zunächst ist er Chef des Stabes und Generalgouverneur der besetzten Gebiete und später, nach dem Rücktritt von General Judenitsch ist er, in dessen Nachfolge, vom 28. November 1919 bis zur Auflösung der Nordwest-Armee am 21. Januar 1920, deren Oberbefehlshaber. Am 24. Februar 1920 trifft er gemeinsam mit General Judenitsch in Riga ein. Glasenapp leitet den Rückzug und die Evakuierung nach Estland und Finnland. Zu Beginn des Jahres 1920 versucht er in Warschau Kräfte für die 3. Weiße Armee aufzustellen. Eine engere operative Zusammenarbeit mit dem wieder entstandenen Staat Polen scheitert. Ende 1920 wurde Glasenapp zur Südarmee auf dem Gebiet der Krim, mittlerweile unter dem Kommando von General Wrangel, zurückbeordert. Nach dem militärischen Zusammenbruch dieser Kräfte wurde er mit den Resten der Weißrussischen Armee in die Türkei evakuiert. Er versucht dann 1921 eine ungarische antisowjetische "Polizei Armee" von ehemaligen Soldaten und Offizieren der österreichisch-ungarischen Armee zu schaffen. Glasenapp war von Wrangel mehrmals in diplomatischer Mission in verschiedene Staaten zur Unterstützung der weißrussischen Bewegung entsandt worden. Dies führte zu Gesprächen mit Admiral Horthy, Piłsudski in Polen, Poincaré in Frankreich, Churchill und Ludendorff, die ohne Erfolg blieben. Er zieht 1923 nach Danzig, wo er als Chef mehrerer russischer Emigrantenorganisationen den Kampf gegen den Bolschewismus in Russland fortsetzte. Der Versuch einer Zusammenarbeit mit der Führung des Dritten Reiches scheiterte an den grundsätzlich unterschiedlichen Auffassungen über die Zukunft eines "befreiten" Russlands. Nach der Kapitulation Deutschlands zieht Glasenapp nach München, das sich zum Zentrum der russischen Emigration in Europa entwickelte. Mit enger Unterstützung amerikanischer Regierungsstellen setzte er den Kampf gegen den Bolschewismus in Russland fort. Insbesondere versuchte er die verschiedenen Strömungen der russischen Emigration zu bündeln und zu vereinen. Dies führt 1948 zur Gründung des Verbandes der Andreasflagge einer weltweit operierenden russischen Emigrantenorganisation mit dem Ziel der Befreiung Russlands vom Bolschewismus. Gründer und erster Präsident wird bis zu seinem Tode am 27. Mai 1951 Generalleutnant Peter von Glasenapp.

## Auszeichnungen
- Russischer Orden der Heiligen Anna 2. Klasse
- Sankt-Stanislaus-Orden 2. Klasse
- Medaille Zum Gedenken an die 300-jährige Herrschaft des Hauses Romanow
- Kuban Eismarsch Medaille